# Fossilienwerk
Das Fossilienwerk war ein wirtschaftliches Unternehmen des Kurfürsten August des Starken (1670–1733) im erzgebirgischen Schwarzenberg, das das Auffinden und Verarbeiten von Bodenschätzen  und mineralischen Farben im Kurfürstentum Sachsen fördern sollte. Da sich Betrieb und Unterhaltung auf Dauer nicht rentierten, wurde das Werk bereits nach kurzer Zeit aufgegeben.

## Lage
Das Fossilienwerk befand sich im früheren Hammerwerksgebäude des Kugelhammers in halboffener Bebauung in der Obergasse 15/17 in Schwarzenberg. Dieses Gebäude steht heute unter Denkmalschutz. Es handelt sich um einen breitgelagerten, zweigeschossigen Bau mit erhöhtem Mittelteil und Steildächern sowie winkligem Grundriss. Bemerkenswert sind die noch erkennbaren spätbarocken Portale, in seiner heutigen Form weitgehend von 1776.

## Geschichte
Das Fossilienwerk wurde aufgrund eines landesherrlichen Reskripts vom 19. Juni 1717 auf Anregung von Johann Christoph Flemming angelegt. Seine offizielle Anstellung als „Fossilienfaktor“ erfolgte am 7. August 1717. Das Werk wurde in Schwarzenberg angesiedelt, weil es von dort nicht weit bis zum Bergwerk Gelbe Birke war, wo Flemming nutzbare mineralische Rohstoffe gefunden hatte. Vom Fossilienwerk wurden gemäß einer zeitgenössischen Notiz vom 29. März 1738 gesammelt und verarbeitet: Trippel, Umbra, Ocher, gelbe Kreide, Bleyfarbe, Steinruß, Braunroth, Bolus, weißer Eschel, schwarzer Schiefer, Walkerde, Polier-Erde, Eisenfarben, Schleif- und Wetzsteine.
Da das Fossilienwerk und die benachbarte Herrenmühle denselben Mühlgraben benutzten, hatten die Besitzer beider Grundstücke diesen gemeinsam zu unterhalten, aktenkundig z. B. nach einem Hochwasserschaden am 20. Dezember 1740. Ab 1748 war das kurfürstliche Fossilienwerk verpachtet, zunächst an die Gewerkschaft des Schmirgelwerks Grünender Gelobter Tannenbaum aus Großwaltersdorf, im Jahr darauf an Friedrich Wilhelm ô Feral und danach an Klengelbaum.
Das Gebäude des bereits stillgelegten Fossilienwerkes wurde öffentlich versteigert und vom Drahtzieher George Friedrich Fischer erworben. Am 27. September 1769 verkaufte der Drahtziehermeister George Christoph Fischer das Gebäude an den Amtlandrichteradjunkten Friedrich Traugott Bonitz, der bereits die Herrenmühle besaß. Obwohl Fischer bereits am 6. Dezember 1763 die Konzession zum Anlegung einer Drahtmühle erteilt worden war, legte diese erst Bonitz nach dem Besitzwechsel an. Diese bestand als größtes Drahtwerk Sachsens bis etwa 1880.

## Faktoren
- 1717–1736: Johann Christoph Flemming
- 1738: Johann Friedrich Flemming, Sohn des Vorigen
- 1747: Johann Gotthilf Klügel